# Svastra flavitarsis
Svastra flavitarsis är en biart som först beskrevs av Maximilian Spinola 1851.  Svastra flavitarsis ingår i släktet Svastra och familjen långtungebin. Inga underarter finns listade i Catalogue of Life.